# Jasenovo Polje
Jasenovo Polje (cyr. Јасеново Поље) – wieś w Czarnogórze, w gminie Nikšić. W 2011 roku liczyła 44 mieszkańców.